# ¿Qué tengo que hacer?
¿Qué tengo que hacer? (in italiano "che cosa devo fare?") è una canzone dell'artista musicale latino-americano Daddy Yankee, pubblicata come terzo singolo estratto dall'album Talento de barrio del 2008, tratto dall'omonimo film. Sono stati pubblicati diversi remix del brano: uno con Jowell e Randy, quello ufficiale con Antonio Peter De la Rosa (Omega El Fuerte) uscito nel marzo 2009 e nel 2019 uno con Yandel, nel 2023 venne pubblicato un remix della versione con Omega con i cantanti italiani VillaBanks e Boro Boro.

## Classifiche
| Classifiche (2009)                    | Posizione più alta |
| ------------------------------------- | ------------------ |
| U.S.A. Billboard Latin Rhythm Airplay | 9                  |
| U.S.A. Billboard Hot Latin Songs      | 22                 |